# HD 25346
HD 25346，又名CP-57 606，SAO 233347、HR 1245，是一颗恒星，视星等为6.05，位于銀經268.5，銀緯-45.53，其B1900.0坐标为赤經3h 56m 34s，赤緯-57° -45.53′ 10″。